# Бібліографія гірнича
Бібліографія гірнича (рос. библиография горная, англ. mine bibliography; нім. Bergbaubibliographie) — галузь науково-практичної діяльності, основним завданням якої є інформація про друковані праці з гірничої справи (книги, статті, патенти, стандарти, депоновані рукописи, дисертації та ін.).
Перші книги з гірничої справи з'являються в Європі у XV ст. В кінці XVIII — на початку XIX ст. випускаються перші галузеві журнали. Так, у Франції у 1794—1815 рр. виходив гірничий журнал «Journal des mines», з 1816 р. — «Annales des mines». У Росії в 1825 р. — «Горный журнал». Перший значний бібліографічний посібник з гірництва виданий у 1798-99 рр. в Німеччині (Gatterer С. W. J. Allgemeines Repertorium der mineralogischen bergwerks- und salzwerkwissenschaftlichen Literatur, Bd. 1-2, Giessen).
В Україні першою помітною спеціальною роботою з гірництва був трактат Ф.Прокоповича «Про корисні копалини» (1705—1709 рр.), ряд гірничих термінів описаний у першому вітчизняному друкованому тлумачному словнику «Лексикон славенороський та імен толкування» Памви Беринди (1627, Київ). Провідне місце в системі сучасної поточної інформації займає реферативний журнал «Горное дело» (Росія).
У Великій Британії випускається «International petroleum abstracts» (з 1973 р.) і «Journal of the Institute of petroleum» (з 1914 р.), у Франції видана бібліографія М. Agout Bibliographie des livres, theses et conferences relatifs а l'industrie du petrole" (1949 р.). У США виходить покажчик з газової промисловості «Gas abstracts» (з 1945 р.); там же виданий довідник «А Guide to information sources in mining, minerals, and geosciences», ed. by S. R. Kaplan (1965 р.). Література з усіх питань гірничої справи найбільш повно відображена в бібліографічному розділі журналу «Glückauf» (Німеччина, 1865 р.), ‘Erdöl und Kohle" (Німеччина, 1848 р.), реферативних журналах США, Великої Британії, Канади. Цінні наукові фонди має Фрайберзька гірнича академія (Німеччина), Шемницький меморіальний музей (Мішкольц, Угорщина), Національний гірничий університет України (Дніпропетровськ) та ін.